# Nepenthes inermis
Nepenthes inermis is een vleesetende bekerplant uit de familie Nepenthaceae. De soort is endemisch op Sumatra. De botanische naam werd in 1928 gepubliceerd in The Nepenthaceae of the Netherlands Indies door B.H. Danser. De soortaanduiding inermis is Latijn voor 'ongewapend' en verwijst naar het ontbreken van een peristoom (bekerrand).

## Beschrijving
Nepenthes inermis is een klimplant met een stengel die een lengte van zeven meter kan bereiken. De bladeren zijn lancet- tot spatelvormig en kunnen tot twaalf centimeter lang en drie centimeter breed worden. De ranken die de bladeren met de vangbekers verbinden kunnen een lengte van vijftien centimeter bereiken.
De plant ontwikkelt zelden onderbekers. Deze zijn vaasvormig en onder de rand opvallend ingekeept. Ze worden tot acht centimeter hoog en drie centimeter breed en hebben een ovaal operculum (deksel).
In tegenstelling tot bij de meeste Nepenthes-soorten zijn de bovenbekers  groter dan de onderbekers. Ze worden tot negen centimeter hoog en vijf centimeter breed. De beker loopt naar boven toe zeer wijd uiteen. Aan de onderzijde zit er vrijwel geen ruimte tussen de binnenwanden. Naar men aanneemt bedekken de klieren die de enzymrijke vloeistof produceren de gehele binnenzijde, al is volgens één bron een zeer smalle wasachtige zone onder de rand aanwezig. De grote ronde bekeropening is ofwel horizontaal, ofwel iets hoger aan de voor- en achterzijde. Uniek binnen het geslacht is het geheel ontbreken van een peristoom. Het operculum is zeer lang en smal en staat altijd in een scherpe hoek ten opzichte van de opening.

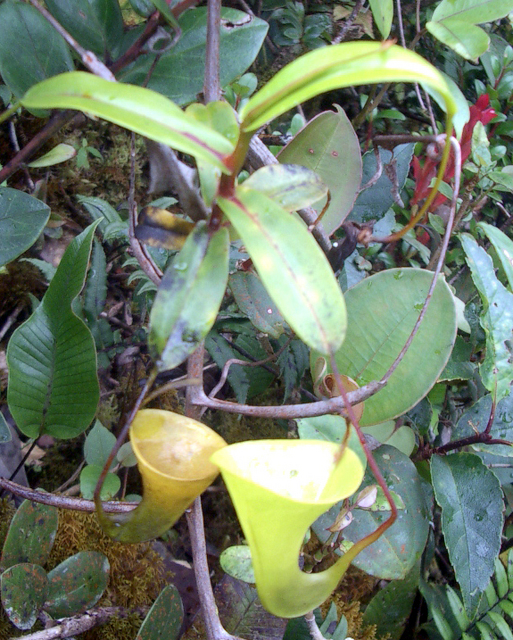
Een klimmende stengel met bovenbekers
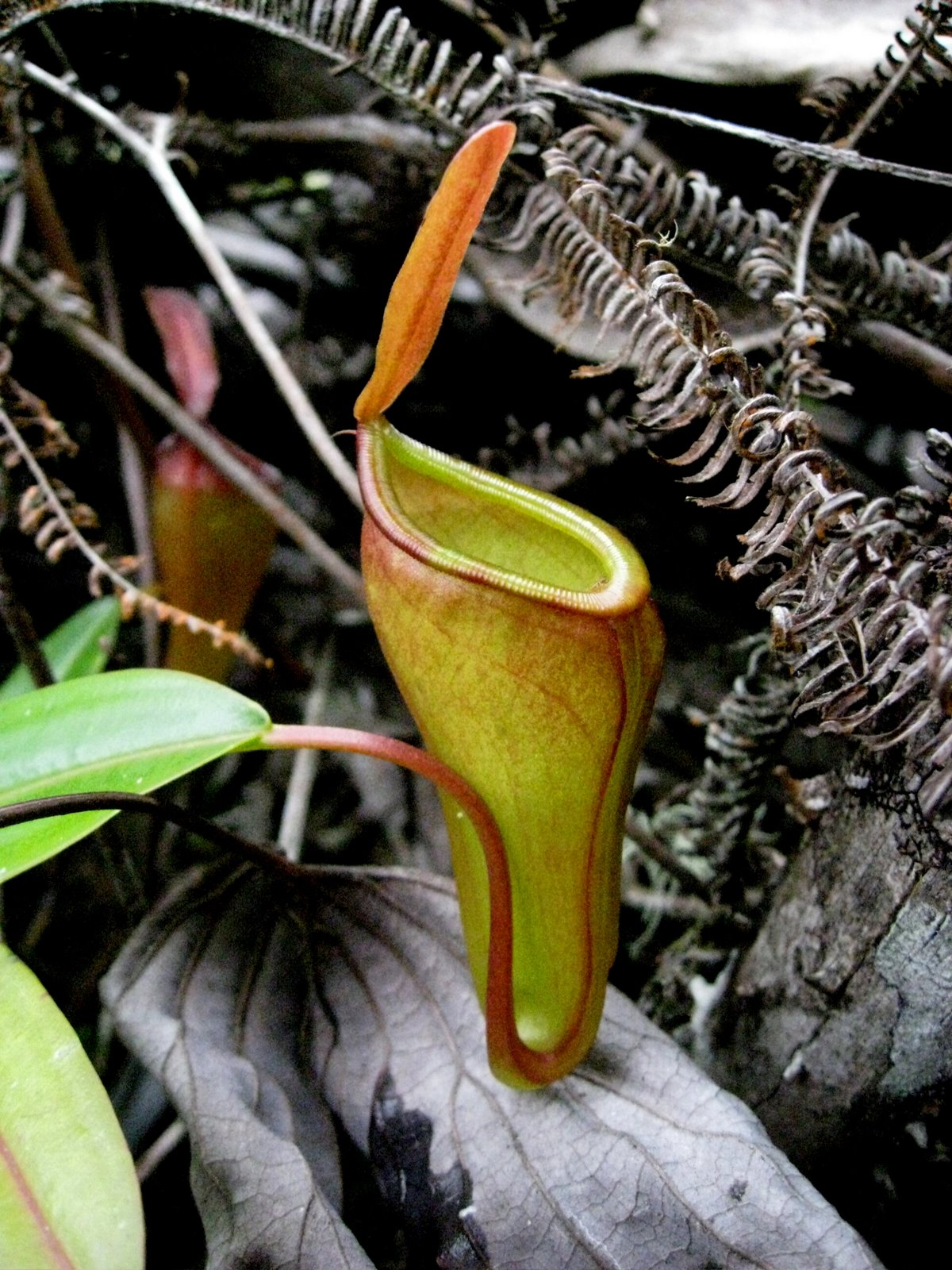
Een onderbeker
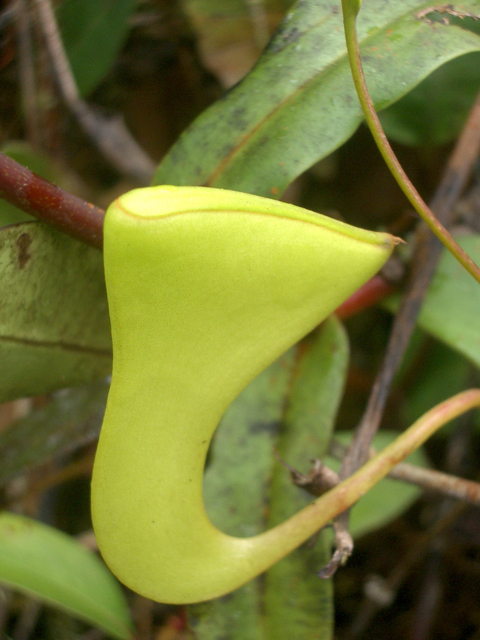
Een gesloten bovenbeker
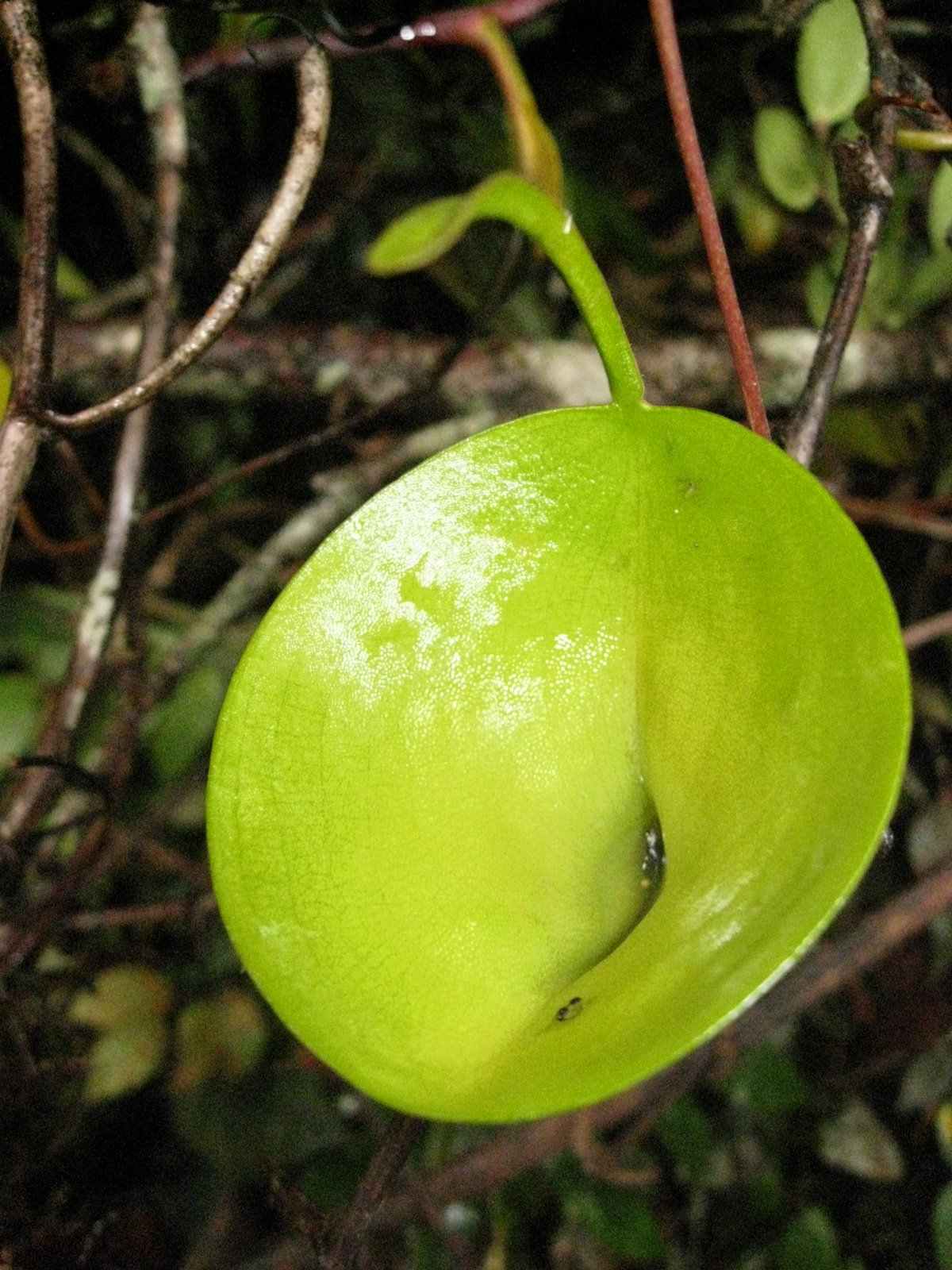
Bovenaanzicht van een bovenbeker

## Verspreiding

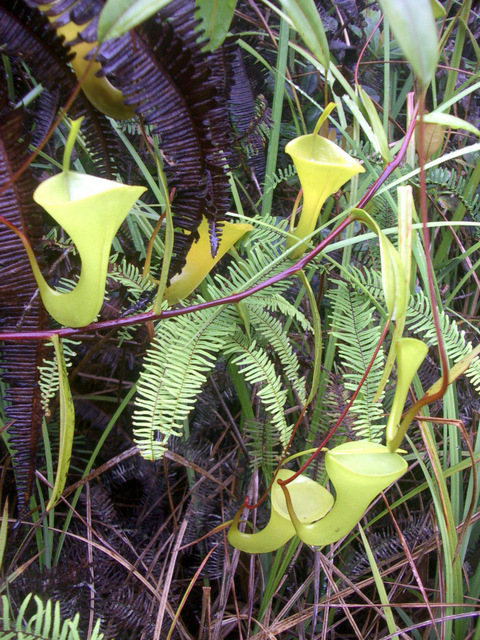
Bovenbekers op de berg Belirang

Nepenthes inermis is endemisch op een aantal bergtoppen van het Barisangebergte in het westen van het eiland Sumatra. De plant is alleen aangetroffen in de Indonesische provincies West-Sumatra en Jambi, op hoogtes tussen de 1500 en 2600 meter boven zeeniveau. Gewoonlijk komt de plant als epifyt voor in nevelwoud, maar boven de 2000 meter groeit hij ook op de grond.

## Levenswijze

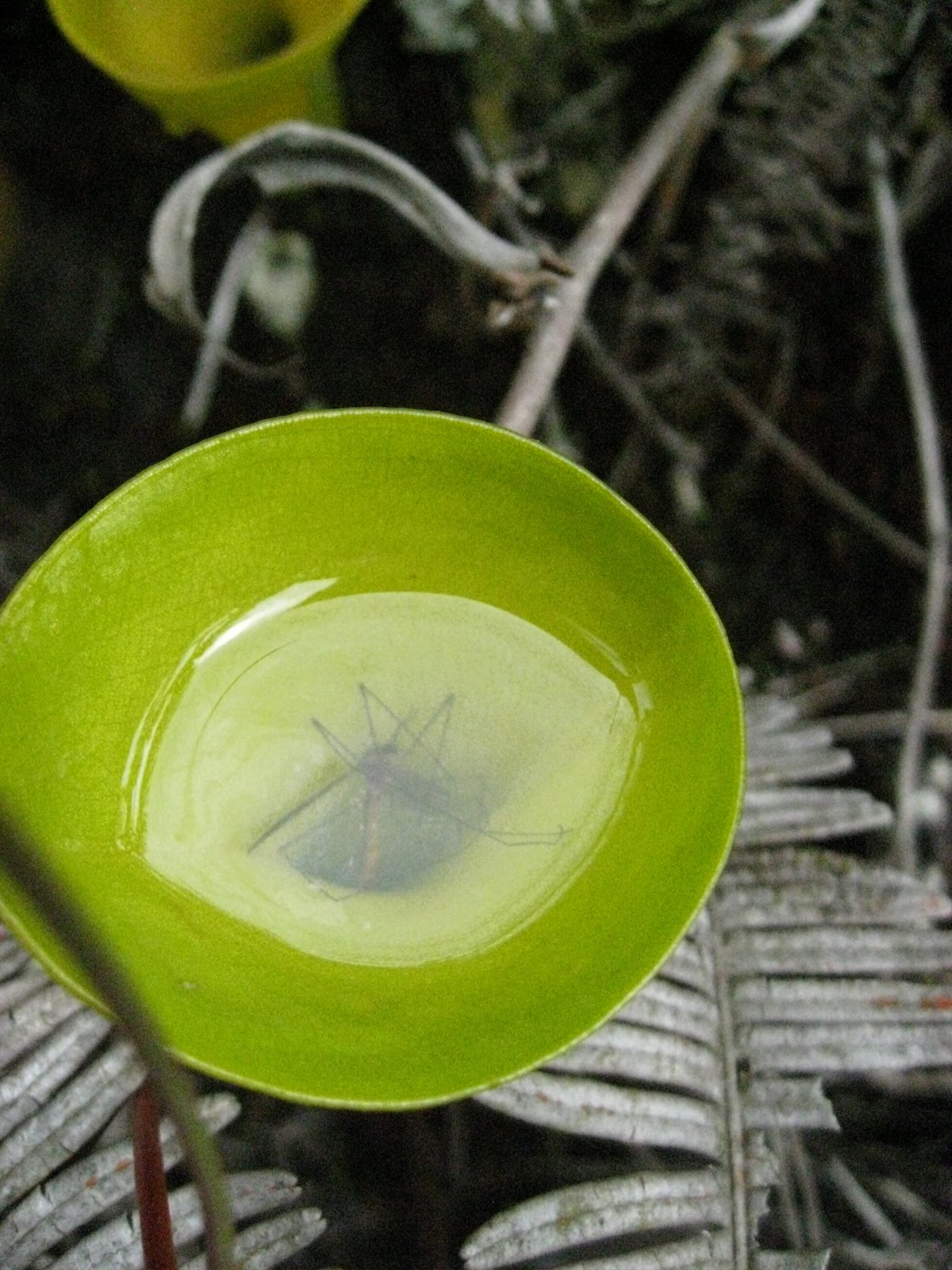
Bovenbeker met een gevangen mug

De vangbekers van N. inermis bevatten een zeer dikke, slijmerige bekervloeistof. De vloeistof is zo dik, dat wanneer de beker ondersteboven wordt gehouden het een ononderbroken stroom van meerdere meters lang kan vormen. De vloeistof bedekt de binnenzijde van de beker met een dunne laag slijm en vangt als een vliegenstrip insecten die boven het vloeistofoppervlak vliegen. Ook glijden potentiële prooidieren makkelijk uit over het slijm en glijden zo de beker in, waar ze verdrinken en worden verteerd. Sommige botanici hebben geopperd dat de nectar die onder het operculum wordt geproduceerd de bezoekende insecten bedwelmt, zodat deze hun grip verliezen en in de beker vallen.
De bekers van Nepenthes inermis vangen voornamelijk vliegende insecten, met name vliegen en muggen. Ze bevatten zelden infaunale ongewervelde dieren, in tegenstelling tot de meeste andere Nepenthes-bekers. De bovenbekers kantelen regelmatig wanneer ze in een regenbui topzwaar worden. Veel van de vloeistof gaat dan verloren, maar dankzij de slijmlaag blijven de meeste prooidieren in de beker.

## Natuurlijke hybriden

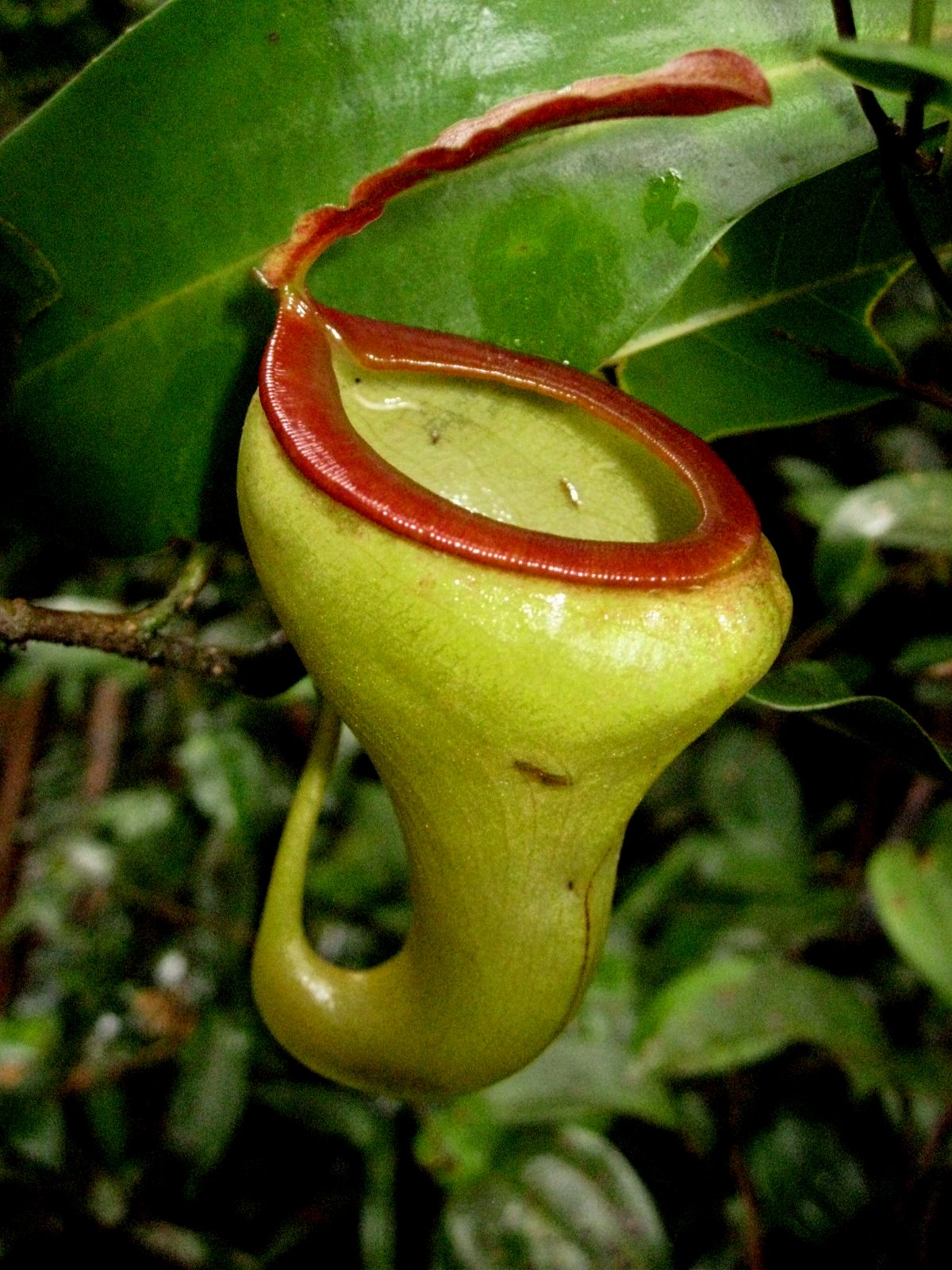
Een bovenbeker van N. × pyriformis

De volgende natuurlijke hybriden van Nepenthes inermis zijn beschreven:
- Nepenthes × pyriformis [=N. inermis × N. talangensis]
- N. inermis × N. singalana
- N. inermis × N. spathulata

## Verwante soorten
Nepenthes inermis behoort tot een groep van verwante Sumatraanse soorten waartoe ook N. dubia, N. jacquelineae, N. jamban en N. tenuis behoren. Al deze soorten hebben trechtervormige vangbekers, bloeiwijzen met schutbladen, bladeren zonder bladsteel en een zeer kleverige bekervloeistof.
... · 
N. alata · 
N. albomarginata · 
N. ampullaria · 
N. argentii · 
N. aristolochioides · 
N. attenboroughii · 
N. bicalcarata · 
N. bokorensis · 
N. bongso · 
N. boschiana · 
N. burkei · 
N. campanulata · 
N. chaniana · 
N. danseri · 
N. deaniana · 
N. densiflora · 
N. diatas · 
N. distillatoria · 
N. edwardsiana · 
N. ephippiata · 
N. gracilis · 
N. gymnamphora · 
N. hirsuta · 
N. inermis · 
N. insignis · 
N. jamban · 
N. khasiana · 
N. lamii · 
N. leyte · 
N. lingulata · 
N. lowii · 
N. macfarlanei · 
N. macrophylla · 
N. madagascariensis · 
N. masoalensis · 
N. maxima · 
N. mirabilis · 
N. monticola · 
N. northiana · 
N. ovata · 
N. peltata · 
N. pervillei · 
N. pitopangii · 
N. rafflesiana · 
N. rajah ·
N. rhombicaulis · 
N. rosea ·
N. sanguinea · 
N. sibuyanensis · 
N. spathulata · 
N. tenax · 
N. tenuis · 
N. veitchii ·
N. ventricosa ·
N. vieillardii ·
N. villosa · 
...